# Starzyska (Ukraina)
Starzyska (ukr. Старичі) – wieś na Ukrainie, w rejonie jaworowskim obwodu lwowskiego. Wieś liczy około 3293 mieszkańców.
W Starzyskach znajduje się Centrum Operacji Pokojowych i Bezpieczeństwa Akademii Wojsk Lądowych im. Hetmana Sahajdacznego oraz stacja kolejowa Szkło-Starzyska, położona na linii Zatoka - Jaworów.

## Historia
W II Rzeczypospolitej do 1934 samodzielna gmina jednostkowa. Następnie należała do zbiorowej wiejskiej gminy Szkło w powiecie jaworowskim w woj. lwowskim. Po wojnie wieś weszła w struktury administracyjne Związku Radzieckiego.

## Zabytki
- warowny zamek - we wsi znajdował się zamek, wybudowany na planie kwadratu, otoczony wałami i fosami, z kaplicą w baszcie i bramą wjazdową.
- dwór, piętrowy, kryty dachem czterospadowym.